# Johan Erickzon
Johan Erickzon (i riksdagen först kallad Erickzon i Skälsnäs, senare Erickzon i Bjärsby), född 30 juni 1816 i Östra Eneby församling, Östergötlands län, död 9 mars 1899 i Hults församling, Jönköpings län, var en svensk lantbrukare och politiker. Han var far till riksdagspolitikern Oskar Erickson.
Han företrädde bondeståndet i Södra Vedbo härad vid ståndsriksdagen 1862–1863 samt i Norra och Södra Vedbo härader vid ståndsriksdagen 1865–1866. Erickzon var senare ledamot av riksdagens andra kammare 1867–1869 samt 1873–1878, invald i Norra och Södra Vedbo domsagas valkrets i Jönköpings län. Han tillhörde Lantmannapartiet. I riksdagen skrev han tolv egna motioner bland annat om anslag till Östra stambanan och om ändrade grunder för vägbyggnadsskyldighet.